# Mirelva Wongsodimedjo
Mirelva Wongsodimedjo (11 augustus 1995) is een Surinaams voetbalster. Ze speelde voor DIVA en sinds circa 2023 voor Athena, op het hoogste niveau van het Surinaamse voetbal. Sinds haar vijftiende komt ze uit voor het Surinaamse voetbalelftal, eerst voor het team U-20 en later voor de senioren.

## Carrière
Mirelva Wongsodimedjo begon rond 2007 op ongeveer twaalfjarige leeftijd met voetballen. In 2011 speelde ze in twee thuiswedstrijden van het Surinaamse voetbalelftal U-20, tegen Trinidad en Tobago en tegen de Kaaimaneilanden, met een eindstand van respectievelijk 0-8 en 0-4. Begin jaren 2010 speelde ze in clubverband voor Diva. In 2013 werd ze opnieuw geselecteerd voor het nationale elftal U-20. Met het team speelde ze kwalificatiewedstrijden voor het wereldkampioenschap voetbal vrouwen in Suriname (in het Essedstadion) en in Jamaica. In de tweede helft van de jaren 2010 verbleef ze in Nederland. Daar speelde ze voor het gemengde team Dames Sport Internationaal en speelde ze in 2019 in het Essedstadion vriendschappelijke wedstrijden tegen Surinaamse vrouwenteams.
Ondertussen bleef ze spelen voor het nationale elftal, Natio Oema. In 2018 was ze in Trinidad voor wedstrijden in de CFU Womens Challenge Series. Hier speelde ze onder meer in de wedstrijd die Suriname van Grenada won met 6-5. Een maand later speelde ze met het team in Guyana voor kwalificatiewedstrijden voor het wereldkampioenschap voetbal vrouwen van 2019. In november 2019 werkten zij, Orthea Riley en Jeanine Alexander bij Europese clubs een stage af waarmee ze wilden proberen een profcontract te bemachtigen.
In april 2022 speelde ze in vier kwalificatiewedstrijden voor het wereldkampioenschap voetbal vrouwen van 2023. Op 18 februari 2022 leed ze met haar team een 9-0 nederlaag tegen Mexico, waarna de kansen klein waren om nog te kunnen doorstoten naar het eindtoernooi. De thuiswedstrijd tegen Anguilla werd gewonnen met 5-0, de uitwedstrijd tegen Puerto Rico verloren met 2-0 en de thuiswedstrijd tegen Antigua en Barbuda gewonnen met 5-1.
In 2023 speelde ze weer op de Surinaamse velden, sindsdien voor de topclub Athena.